# 贡山马蓝
贡山马蓝（学名：Strobilanthes gongshanensis）为爵床科马蓝属的植物，是中国的特有植物。分布于中国大陆的云南等地，生长于海拔1,900米至2,200米的地区，多生于山坡常绿阔叶林下，目前尚未由人工引种栽培。
其种加词“gongshanensis”意为“云南贡山的”。